# Corpus juris civilis
Ne doit pas être confondu avec Institutes de Gaïus.
Droit byzantin
Droit du haut Moyen Âge

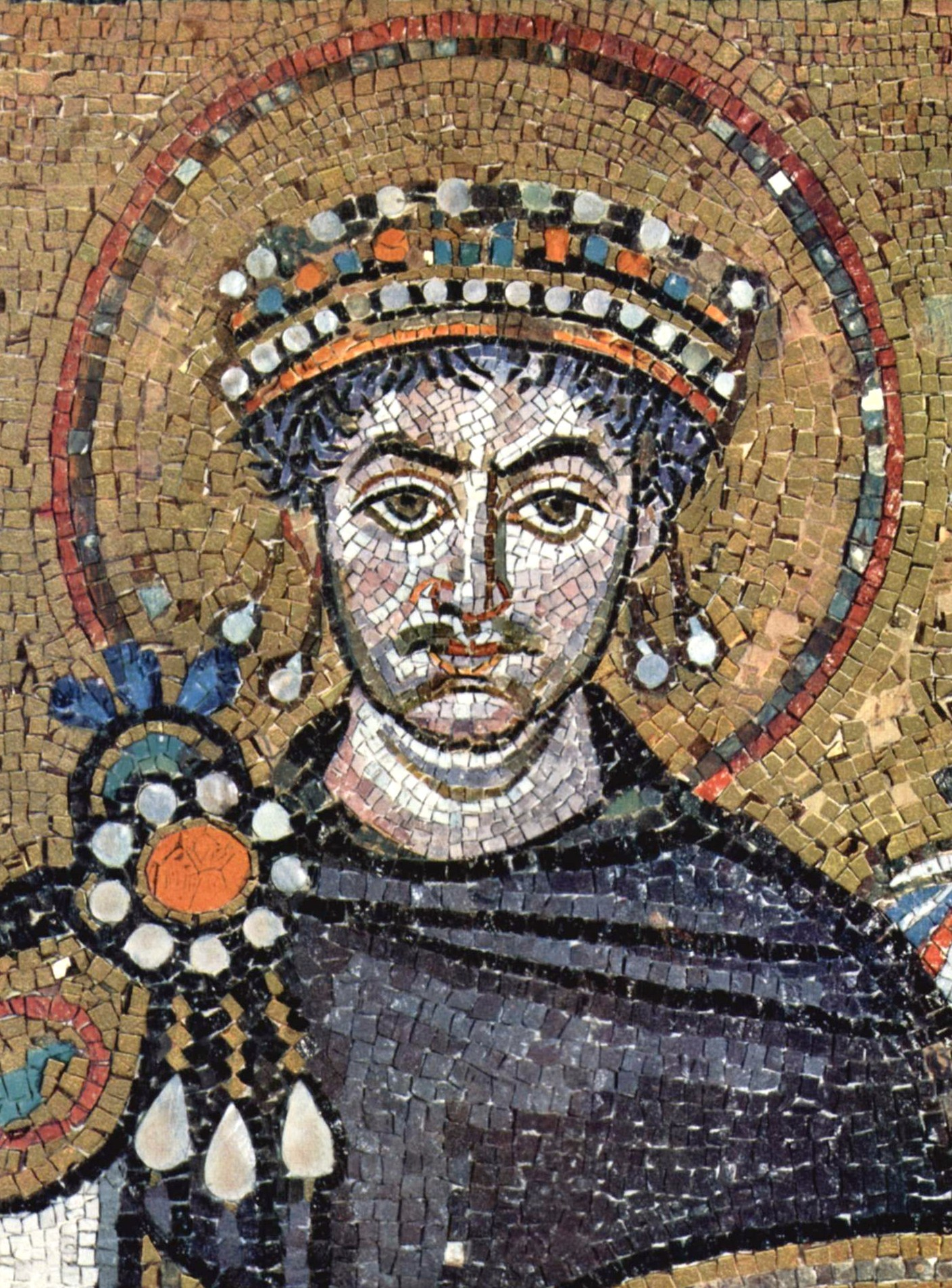
Justinien Ier (mosaïque de la basilique Saint-Vital de Ravenne).

Le Corpus juris civilis, de son nom latin signifiant littéralement « corpus de droit civil », est la plus grande compilation du droit romain antique. Le premier volet du corpus date de 528, la seconde version de 533.
L'empereur byzantin Justinien souhaitait disposer d'un corpus de droit utile à son empire et fidèle à la tradition romaine. L'œuvre est à mi-chemin entre codification et compilation. Bien qu'ils aient repris les textes classiques, les auteurs ont su adapter des textes d'époques très différentes (théoriquement toute l'histoire romaine), de la loi des Douze Tables aux constitutions impériales du Bas-Empire, pour constituer un ensemble cohérent, assez différent du droit romain classique, car en accord avec le christianisme, alors religion de l'empire.
Cette œuvre législative prend une importance fondamentale en Occident car c'est sous cette forme reçue de Justinien que l'Occident médiéval, à partir du XIIe siècle, adopte le droit romain, ancêtre du droit civil français (telle est la tradition civiliste ou continentale). En effet, lors de la renaissance du droit romain au cours du XIIe siècle, les compilations de Justinien ont été retrouvées par l'intermédiaire des juristes.
Justinien, confiant dans la pérennité du Corpus, abrogea tout le droit antérieur, conféra une autorité équivalente à l'ensemble de l'œuvre, et interdit même tout commentaire du Digeste.
Vers 900, l'empereur Léon le Sage commanda la traduction de l'ensemble en grec, pour le rendre compréhensible aux juristes byzantins. Cette version grecque fut intitulée Basiliques.

## Composition
Le Corpus juris civilis est composé de quatre éléments :
- le Code de Justinien, un recueil des constitutions impériales (Codes Grégorien, Hermogénien et Théodosien) ;
- le Digeste, recueil de citations de juristes romains de la République ou de l'Empire romain ;
- les Institutes, ouvrage destiné aux étudiants, qui permettait l'apprentissage du droit romain ;
- les Novelles, recueil des nouvelles constitutions de Justinien Ier.

Le Digeste est encore aujourd'hui la principale source de notre connaissance du droit romain.

### Code de Justinien
Publié le 7 avril 529, le Code de Justinien (en latin : Codex Justinianeus ou codex legum) fut rédigé par une commission de fonctionnaires impériaux et de professeurs des écoles de droit, présidée par le juriste Tribonien ; il s'agit d'un recueil de constitutions impériales (leges) publiées depuis Hadrien. Il ne s'agit au fond que d'une mise à jour du Code de Théodose de 438.
L'activité législative étant demeurée intense pendant la rédaction du Digeste, une seconde édition fut promulguée en 534 sous les noms Codex juris civilis ou Novus Iustinianius.
Par rapport aux règles précédentes, le Code de Justinien se caractérise par le fait que l'empereur devient la source unique du droit : l'empereur est seul investi du droit d'imposer les règles du droit comme des injonctions ou des commandements, ce droit étant retiré aux magistrats.

### Digeste
Il fut suivi d'un second recueil, beaucoup plus ambitieux, le Digeste (pandectes en grec, digesta iustiniani ou codex iuris en latin), compilation des consultations des jurisconsultes d'époques diverses (les jura), de la République ou de l'Empire. L'élaboration de ce recueil fut décidée par Justinien, aux termes de la constitution Deo auctore du 15 décembre 530.
Cette anthologie fait la part belle aux cinq principaux juristes de la Loi des citations, principalement Ulpien et Paul. D'autres extraits proviennent de juristes antérieurs, parfois même de la fin de la République romaine.
Les compilateurs ont supprimé les divergences d'opinion entre jurisconsultes, et ont repris souvent textuellement leurs écrits, en citant leur source. Le classement est établi par matières. Ainsi, on peut par exemple trouver sur un sujet donné, l'extrait d'un texte d'Ulpien, coupé en son milieu par une phrase de Labéon qui apporte une précision sur un point, et suivi de quelques phrases de Gaius.
Selon Justinien, l'ensemble fait une fois et demie la taille de la Bible, mais seulement un vingtième de la masse des écrits dépouillés par les auteurs.

### Institutes
Les Institutes, le manuel d'enseignement du code, fut également rédigé par une nouvelle commission pour accompagner la promulgation du Code et du Digeste. 
Ce manuel est inspiré en grande partie de celui de Gaius, datant du milieu du IIe siècle, et qui était très utilisé. Il en reprend pour l'essentiel le plan, en séparant les personnes et les biens, séparation qui est encore celle du Code civil français et de beaucoup de textes juridiques contemporains.

### Novelles
Une quatrième partie, officieuse, fut ajoutée par la suite : les Novelles (Novellæ) à la fin du règne de Justinien (565). Elles sont formées de trois compilations successives de constitutions impériales postérieures au code. Elles sont écrites en grec, la langue de l'Empire d'Orient, contrairement au code.

## Imperfections
L’empereur Justinien admet lui-même que son Corpus n'est pas exempt d'imperfections, comme des répétitions et des omissions. De nombreux spécialistes y ont, de plus, relevé de nombreuses incohérences qui trahissent à la fois la rapidité avec laquelle le Code a été élaboré et le manque d'unité de travail entre les diverses commissions. Il semble aussi qu'en condensant de nombreux textes, les membres de la commission de rédaction du Code aient procédé à des mutilations et à des altérations causant de véritables changements de sens.
Ces défauts seront aggravés par l'interdiction, faite par Justinien lui-même, de procéder à tout commentaire du Corpus : l'empereur n'autorise que les traductions littérales, sans sommaires ni résumés. Cette interdiction ne fut cependant pas respectée et de nombreux commentaires explicatifs, appelés Indices, apparurent sous la plume des auteurs mêmes du code.

## Réception et diffusion

### Première diffusion
De nombreux obstacles s'opposèrent à la diffusion du Code de Justinien : le plus important était qu'il était rédigé en latin, alors que la langue de la majorité de la population de l'Empire était le grec. Par ailleurs, il s'opposait violemment aux coutumes locales.
Un autre obstacle se manifesta en Occident : malgré la pragmatique sanction Pro petitione du pape Vigile, les juristes demeurèrent fidèles au Code de Théodose. Seules les Institutes furent introduites en Italie. En Gaule, le Code de Théodose fut connu au travers d'un résumé célèbre, le Bréviaire d'Alaric, qui ne subsista lui-même que sous la forme de résumés de plus en plus succincts.
Les Novelles furent enfin traduites en latin dans l'Épitomé de Julien ; c'est ce qu'on appelle « L'Authentique », diffusé en Gaule dès le IXe siècle mais sans exercer une grande influence.

### LeCorpusdans la renaissance du droit romain
Ce n'est qu'à la fin du XIe siècle que le Code de Justinien fut redécouvert à l'université de Bologne, en Italie. De cette redécouverte s'engagea la renaissance du droit romain.
Burgondio de Pise ayant séjourné à Constantinople de 1135 à 1140, donna à son retour en Italie, le manuscrit des Pandectes à la ville de Pise — manuscrit considéré comme « le plus précieux au monde après la Bible » — qui fut conservé jalousement par les magistrats de la cité jusqu'à ce que deux cents ans plus tard, les Médicis s'en emparent pour le placer dans leur Biblioteca Lorenziana.
À partir du XIIIe siècle, le Corpus juris civilis se présente presque toujours en cinq livres.
Les trois premiers livres contiennent le Digeste, mais celui-ci se trouve coupé en trois parties. La première prend le nom de Digeste vieux (Digestum vetus en latin) et la troisième, par opposition, celui de Digeste neuf (Digestum novum en latin). Quant au livre II, il prend le nom d'Infortiatum ou Infortiat, titre dont l'interprétation est discutée.
Le livre IV est appelé Code, mais ne comprend en fait que les neuf premiers livres du Code Justinien.
Le livre V est appelé souvent Volumen parvum soit « petit livre », mais aussi simplement Volumen ou encore Authenticum. Il est composé de plusieurs éléments. Il comprend d'abord les Institutes. Viennent ensuite les livres 10 à 12 du Code, regroupés sous l’appellation de Tres libri (« Trois livres »). Ils sont suivis des Authentiques eux-mêmes répartis en neuf « collations ». Le livre V inclut encore les Libri feudorum, qui ne datent en rien de l'époque justinienne, mais qui ont été compilés au XIIe siècle. Cela n'empêche pas qu'ils aient été perçus comme une partie des Authentiques et qu'ils aient alors reçu le nom de Decima collatio. Le livre V s'achève sur les Extravagantes, deux constitutions de l'empereur Henri VII, désignées parfois comme Undecima collatio.
Usuelle dans les manuscrits, cette division du Code est retenue dans presque toutes les éditions imprimées du Corpus, au moins jusqu'à la fin du XVIe siècle.
Le Livres de jostice et de plet contient de larges passages du Digeste traduits en français.
La dernière traduction française officielle du Codex fut effectuée sous le Premier Empire.